# Aneides vagrans
Espèce
Statut de conservation UICN

 NT  : Quasi menacé
Aneides vagrans est une espèce d'urodèles de la famille des Plethodontidae.

## Répartition
Cette espèce se rencontre :
- sur l'île de Vancouver en Colombie-Britannique au Canada ;
- en Californie aux États-Unis.

## Publication originale
- Wake & Jackman, 1999 "1998" : Molecular and historical evidence for the introduction of clouded salamanders (genus Aneides) to Vancouver Island, British Columbia, Canada, from California. Canadian Journal of Zoology, vol. 76, p. 1570-1580 (texte intégral).